# 西溫德克斯 (馬里蘭州)
西溫德克斯（英語：West Vindex）是位於美國馬里蘭州加勒特縣的一個非建制地區。

## 地理
西溫德克斯所處的海拔為高於海平面710米（即2329英呎），而該地所採用的時區為UTC-5，即北美东部時區（EST）。同時該地設有夏令時間，為UTC-5調快一小時，即UTC-4（EDT）。